# Safareig de Sant Corneli
El Safareig de Sant Corneli és una obra del municipi de Cercs (Berguedà) inclosa en l'Inventari del Patrimoni Arquitectònic de Catalunya.

## Descripció
Es tracta de dos safareigs paral·lels, de planta rectangular i amb les mateixes característiques, si bé el dipòsit petit de cada un d'ells és invertit amb relació a l'altra. El més proper a l'església és cobert modernament amb pilars de totxo vist i teulada a doble pendent. L'altra és descobert. Cada un dels dos safareigs té pica en tres de les seves quatre bandes i un petit dipòsit separat. Mur de tancament a la part nord i de ponent que delimita l'element i en regula l'accessibilitat. Situats per dessota del nivell regular del terra del carrer. Terra regular i cimentat. Entrada i sortida d'aigües connectada a la xarxa regular d'abastament d'aigües.

## Història
Construïts a començaments dels anys 30 del present segle xx. Ja en època més propera va cobrir-se un dels dos safareigs i es van anivellar els terres. L'any 1990 "Carbones de Berga" va cedir-ne la propietat a l'Ajuntament de Cercs el desembre del mateix any.